# Enrique X de Reuss-Lobenstein
Enrique X de Reuss-Lobenstein (en alemán: Heinrich X Reuß zu Lobenstein; Gera, 9 de septiembre de 1621 - Lobenstein, 25 de enero de 1671) fue un noble alemán y señor del recién creado Reuss-Lobenstein, surgido tras la partición de los territorios de Enrique II "el póstumo". Además fue rector de la Universidad de Leipzig, Sajonia.

## Biografía
Enrique X era el hijo de Enrique II el Póstumo de Reuss-Gera. Después de la muerte de su padre en 1635, fue criado por sus hermanos mayores Enrique II (1602-1670) y Enrique III (1603-1640). Continuó su educación en la Universidad de Leipzig. En el semestre de invierno de 1641 fue elegido rector, un puesto que mantuvo hasta el semestre de verano de 1643.
Cuando el Principado de Reuss (línea menor) fue dividido en 1647, Enrique X recibió el Señorío de Lobenstein, menos el Señorío de Saalburg, que fue segregado y añadido a Reuss-Gera. Así, se convirtió en fundador de la línea de Reuss-Lobenstein de la línea menor de la Casa de Reuss.
En 1653, visitó la Dieta de Augsburgo. En 1654, adquirió el castillo y la mansión de Hirschberg de la familia von Beulwitz. En 1666, su hermano Enrique IX murió sin un heredero, y en consecuencia heredó partes de Reuss-Schleiz. En 1670, el mayor de sus hermanos, Enrique II, falleció y Enrique X se convirtió en el miembro más antiguo (sénior) de la Casa de Reuss.
Después de su muerte, sus hijos gobernaron Reuss-Lobenstein conjuntamente durante unos pocos años y después lo dividieron. Reuss-Lobenstein se extinguió en la línea masculina en 1853.

## Matrimonio e hijos
El 24 de octubre de 1647, Enrique X contrajo matrimonio con María Sibila (4 de agosto de 1625 - 21 de mayo de 1675), la hija de Enrique IV de Reuss-Obergreiz de la Línea mayor. Tuvieron 12 hijos:
- Enrique III (16 de diciembre de 1648 - 24 de mayo de 1710), Conde de Reuss-Lobenstein.
- Enrique V (18 de mayo de 1650 - 30 de diciembre de 1672)
- Enrique VI (20 de marzo de 1651 - 3 de agosto de 1651)
- Enrique VIII (20 de mayo de 1652 - 29 de octubre de 1711), Conde de Reuss-Hirschberg.
- Magdalena Dorotea (29 de agosto de 1653 - 11 de marzo de 1705)
- Enriqueta Juliana (30 de noviembre de 1654 - 13 de junio de 1728), desposó el 27 de octubre de 1686 al Conde Juan Alberto de Biberstein y Ronov.
- Ernestina Sofía (1656-1656)
- Amalia Cristina (15 de septiembre de 1657 - 18 de febrero de 1660)
- Enrique IX (18 de octubre de 1659 - 18 de febrero de 1660)
- Leonor (7 de septiembre de 1661 - 18 de agosto de 1696)
- Sibila Federica (7 de septiembre de 1661 - 11 de diciembre de 1728)
- Enrique X (29 de noviembre de 1662 - 10 de junio de 1711), Conde de Reuss-Ebersdorf.